# Ensign N174
O  N174  é o modelo da Ensign das temporadas de 1974, 1975 e 1976 (3 GPs) da Fórmula 1. Foi guiado por Rikky von Opel, Vern Schuppan, Mike Wilds, Gijs van Lennep, Roelof Wunderink e Chris Amon. 

## Resultados[1]
(legenda) 
| Ano  | Chassi | Motor                | N° | Pilotos          | 1     | 2    | 3   | 4     | 5    | 6     | 7     | 8     | 9    | 10   | 11    | 12   | 13   | 14   | 15   | 16  | Pontos | Posição  |  |
| ---- | ------ | -------------------- | -- | ---------------- | ----- | ---- | --- | ----- | ---- | ----- | ----- | ----- | ---- | ---- | ----- | ---- | ---- | ---- | ---- | --- | ------ | -------- |  |
|      |        |                      |    |                  |       |      |     |       |      |       |       |       |      |      |       |      |      |      |      |     |        |          |  |
|      |        |                      |    |                  | ARG   | BRA  | RSA | ESP   | BEL  | MON   | SWE   | NED   | FRA  | GBR  | GER   | AUT  | ITA  | CAN  | USA  |     |        |          |  |
| 1974 | N174   | Ford Cosworth DFV V8 | 22 | Rikky von Opel   | DNS F |      |     |       |      |       |       |       |      |      |       |      |      |      |      |     | 0      | NC (17°) |  |
| 1974 | N174   | Ford Cosworth DFV V8 | 22 | Vern Schuppan    |       |      |     |       | 15 F | Ret F | DSQ F | DSQ F | NQ F | NQ F | Ret F |      |      |      |      |     | 0      | NC (17°) |  |
| 1974 | N174   | Ford Cosworth DFV V8 | 22 | Mike Wilds       |       |      |     |       |      |       |       |       |      |      |       | NQ F | NQ F | NQ F | NC F |     | 0      | NC (17°) |  |
|      |        |                      |    |                  |       |      |     |       |      |       |       |       |      |      |       |      |      |      |      |     |        |          |  |
|      |        |                      |    |                  | ARG   | BRA  | RSA | ESP   | MON  | BEL   | SWE   | NED   | FRA  | GBR  | GER   | AUT  | ITA  | USA  |      |     |        |          |  |
| 1975 | N174   | Ford Cosworth DFV V8 | 31 | Roelof Wunderink |       |      |     | Ret G | NQ G |       |       |       |      |      |       |      | NQ G |      |      |     | 01 (1) | 13°      |  |
| 1975 | N174   | Ford Cosworth DFV V8 | 31 | Gijs van Lennep  |       |      |     |       |      |       |       | 10 G  |      |      |       |      |      |      |      |     | 01 (1) | 13°      |  |
| 1975 | N174   | Ford Cosworth DFV V8 | 33 | Roelof Wunderink |       |      |     |       |      |       |       |       |      |      |       | NC G |      |      |      |     | 01 (1) | 13°      |  |
|      |        |                      |    |                  |       |      |     |       |      |       |       |       |      |      |       |      |      |      |      |     |        |          |  |
|      |        |                      |    |                  | BRA   | RSA  | USW | ESP   | BEL  | MON   | SWE   | FRA   | GBR  | GER  | AUT   | NED  | ITA  | CAN  | USA  | JPN |        |          |  |
| 1976 | N174   | Ford Cosworth DFV V8 | 22 | Chris Amon       |       | 14 G | 8 G |       |      |       |       |       |      |      |       |      |      |      |      |     | 02 (2) | 12°      |  |

↑1  O N175 foi utilizado por van Lennep nos GPs: França e Alemanha marcando 1 ponto total, por Wunderink nos GPs: Grã-Bretanha e Estados Unidos e por Amon: Áustria e Itália.
↑2  O N176 foi utilizado por Amon nos GPs: Espanha, Bélgica, Mônaco, Suécia, Grâ-Bretanha e Alemanha marcando 2 pontos totais, por Nève na França e por Ickx: Holanda, Itália, Canadá e Estados Unidos. 